# カレン民族同盟
カレン民族同盟（カレンみんぞくどうめい、英語: Karen National Union、ビルマ語:  ကရင် အမျိုးသား အစည်းအရုံး、スゴー・カレン語: ကညီ ဒီကလုာ် စၢဖှိၣ်ကရၢ 、略称:KNU）は、カレン族によるミャンマーの政治組織。独自の統治機構により、カレン州の一部などを支配している。カレン民族解放軍などの大規模な軍事部門を保有し、1949年以降中央政府に対する戦いを続けてきた。現在では独立の目標を取り下げ、同民族の自治を求めている。
1990年代以降は弱体化し、2015年には全国停戦協定に署名した。しかし、2021年ミャンマークーデター発生後、軍事部門の一部はミャンマー軍との戦闘を再開した。

## 概要
ミャンマーの反政府武装組織としては最大の規模を誇り、ミャンマーとタイ国境地域に解放区・コートレイを持つ。1948年のミャンマー独立以降、ミャンマー政府と軍事衝突を含む敵対関係を続けており、その過程で軍事部門としてカレン民族解放軍（KNLA）を結成している。
2代目議長・ソー・バウジーが残した「カレン革命原則」を基本原則としている。
- 降伏は許されない。
- カレン国家の承認は完了しなければならない。
- われわれは自らの兵器を保持する。
- われわれは自らの政治的運命を決定する。

## 歴史

### 1947 – 1959

#### 独立直後の武装蜂起

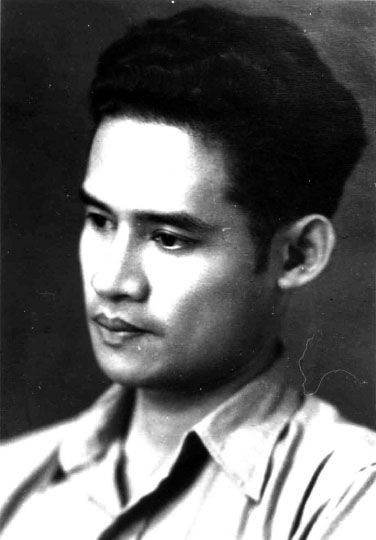
KNU初代議長のソー・バウジー。ビルマ独立直後は運輸通信大臣を務めていたが決別して独立闘争を指導した。

KNUは1947年2月5日、バプティスト・スゴーのソー・バウジーによりカレン民族の権益を保護するために設立された。KNUはカレン中央機構（Karen Central Organisation: KCO）の後継組織であった。同年7月16日、KNUは私設民兵組織として、カレン民族防衛機構（KNDO）を設立した。
1948年8月30日、KNDOはモーラミャインを占領し、翌31日にはタトンを占領した。カレン側の武装勢力は首都ヤンゴンに迫る勢いであったが、インセインの戦いにおける撤退を経て勢いを失い、1950年2月のニャウンレービン、3月19日にタウングー、3月29日にピンマナと次々と拠点を失い、その後は農村地帯でのゲリラ戦に転じた。
1950年8月12日、KNU創設者のソー・バウジーがミャンマー軍（以下、国軍）に射殺された。ソー・バウジーの死後KNUは運動の方向を失い、新議長選びも難航し、結局、ハンター・タムウェが正式に新議長の座に就いたのは1954年12月のことだった。
1952年、政府はカレン州を設置したが、その領土はあまりにも狭く、経済自立が難しい貧困な土地だったので、KNUの反乱を止めることはなかった。しかし目標を失ったことにより投降者が続出。ただ投降者が続出したのにはもう1つ、KNUに共産主義思想が浸透しつつあったという理由があった。自身も共産主義シンパであるKNUの有力者・スカウラータウ（Skaw Ler Taw）は、以下のように述べている。

#### 左傾化

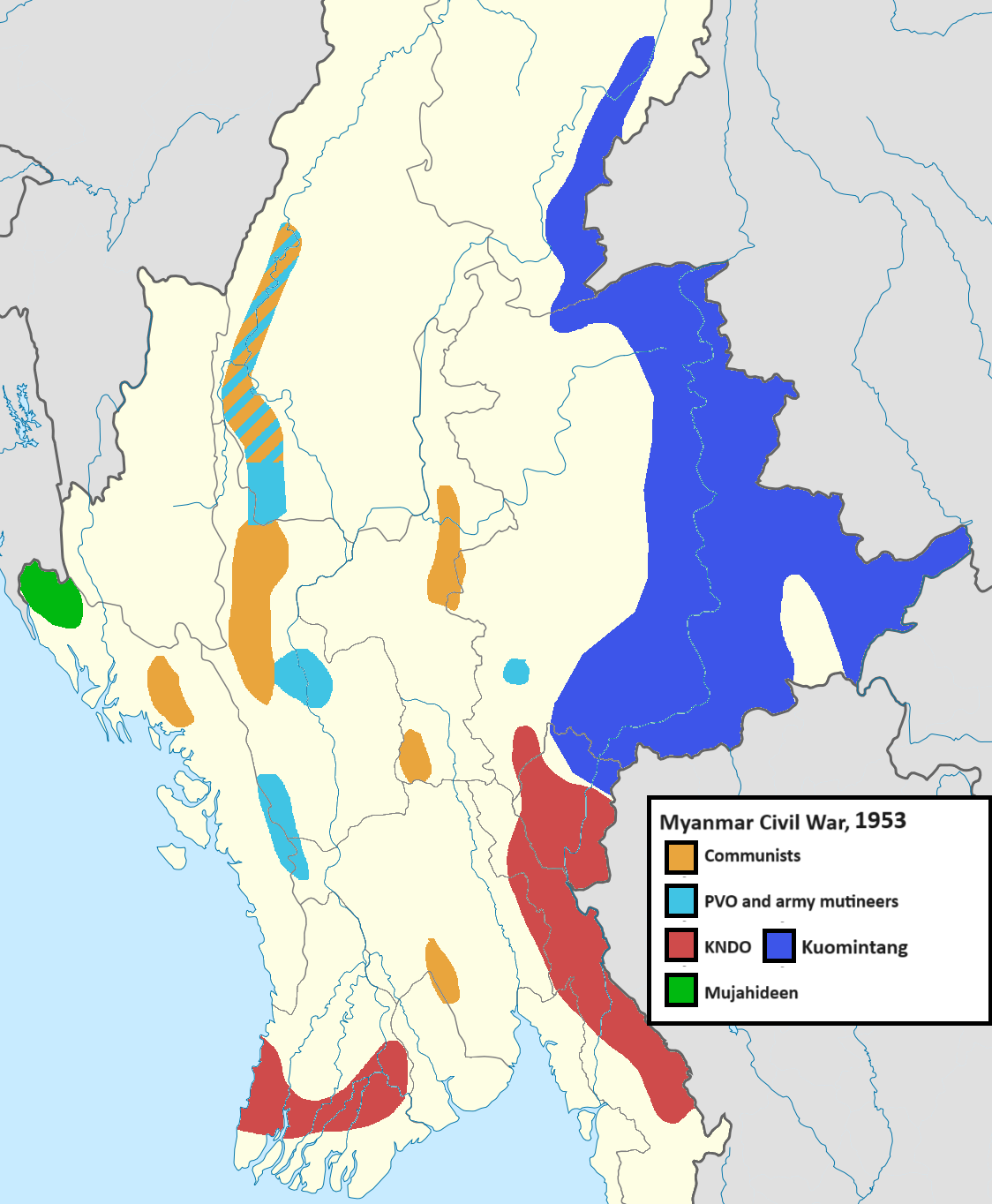
戦局図（1953年）。茶色がKNUの領土で、左がいわゆるイラワジ・デルタ地帯」、右が「東部丘陵地帯」。

1953年11月、第1回KNU大会においてパプンにコートレイ政府（Kawthoolei Government Body: KGB）を設置することが決定された。さらに同大会では、KNDOの初代最高司令官・マン・バザン（Mahn Ba Zan）がKNU左派勢力を糾合して政治的主導権を握るために、前衛党であるカレン民族統一党（Karen National United Party: KNUP) を設立した。KNUPは「カレン革命の第2段階」、つまるところ組織の中央集権化を推進し、ある程度、懸案事項だった軍閥主義を排することに成功した。ただこの「第2段階」が導入されたのはマン・バザンの影響力が強いイラワジ・デルタ（以下、デルタ地帯）だけで、東部丘陵地帯（以下、東部）には浸透しなかった。
1954年にはKGB議長・ハンター・タムウェにより、機能していなかったKGBが解体され、デルタ地帯と東部のKNUのすべての軍区から選出された代表者で構成される新しい行政機関・カレン革命評議会（Karen Revolutionary Council: KRC）が設立された。しかしKRCのメンバーの大半はKNUPのメンバーであり、1956年の第2回KNU大会では「第2段階」が正式に承認され、軍事部門が毛沢東主義の方針に沿って再編され、KNUが統治する村では村落協同組合が設立されるなど組織の左傾化がますます進んだ。組織内組織には「カレン」の代わりに「コートレイ」という言葉を使うことが好まれ、実際、KNUという名称は1970年代にマン・バザンとボー・ミャにより2度目の大改革が行われるまで、あまり使われなくなった。
またKNUは他の武装勢力との同盟構築にも尽力し、中国国民党軍（KMT）との同盟構築は失敗に終わったが、KNUは、元KNU副議長・ウー・フラペの統一パオ民族主義者機構（UPNO）、カレンニー民族進歩党（KNPP）、モン人民戦線（MPF）の結成を支援し、1956年にはこの4つの武装組織による同盟・民主民族主義者統一戦線（DNUF）が結成された。
こうしてKNUが左傾化する中、対立関係にあったビルマ共産党（CPB）との距離も徐々に縮まっていき、時に共同軍事作戦を取ることもあった。そして1959年5月、KNUP、CPB、新モン州党（NMSP）による同盟・民族民主統一戦線（National Democratic United Front: NDUF）が発足、のちにKNPP、チン民族前衛党（CNVP）、パオ民族解放機構（PNLO）も加わり、同盟は1973年まで存続して、それなりの成果を上げたとされる。しかしNDUFは、KNU内に深刻な分裂をもたらすことになった。

### 1960 - 1976

#### 左右分裂、ハンター・タムウェの降伏
NDUF同盟によってKNUは勢力を若干回復し、1960年代初頭には政治的・軍事的な攻勢を仕掛け、投票所の襲撃、デルタ地帯での列車襲撃、メルギー沖での海軍襲撃、東部での政府前哨基地の攻撃などを行った。
一方、この時期にはKMTを率いる李弥将軍の政治顧問がハンター・タムウェを訪問している。この接触はハンター・タムウェがマン・バザンらKNUPに幻滅し、KMTを介して西側諸国から援助を得ようとする試みであった。ハンター・タムウェは内戦に勝利するためには外国からの支援が不可欠だと考えていたが、そのためには共産主義に染まったKNUPは邪魔な存在だった。1960年4月29日にハンター・タムウェはCPBを意図的に排除した、KRC、KNPP、カチン独立軍（KIA）、ヌム・スク・ハーンによる同盟・諸民族解放同盟（Nationalities Liberation Alliance: NLA）を結成し、1963年初頭まで少数民族反乱指導者のネットワークを形成。KNUP-NDUFがビルマ連邦内での自治拡大を目指した一方で、KRC-NLAはビルマ連邦からの分離とカレン共和国の建国を主張するなどして内部対立が表面化した。そして1963年4月、パプン近郊で行われた第3回KNU大会において、ハンター・タムウェ議長とマン・バザン副議長とのイデオロギーおよび戦略的意見の相違による対立が頂点に達し、KRCは大会を退席、カレン勢力はカレン西部を中心とするKNUPとカレン東部を根拠地とするKRCに二分されることとなった 。
1963年6月11日、クーデターで軍事独裁政権を樹立したネ・ウィンが全反乱軍に和平交渉を呼びかけ、カレン勢力からはKRCとKNUPが別々に交渉に臨んだ。そしてKNUPを含む他の武装組織が交渉を決裂させる中、1964年3月、唯一KRCのみネ・ウィン政権と和平協定を結び、ハンター・タムウェは政府に投降した。しかし彼に同調して投降したKRCのメンバーはほんの一握りだった。ハンター・タムウェが降伏した理由は単に「疲れていた」だけのようだが、政府は和平の約束を一切履行せず、のちに彼は深く後悔したのだという。

#### 密貿易とボー・ミャの台頭

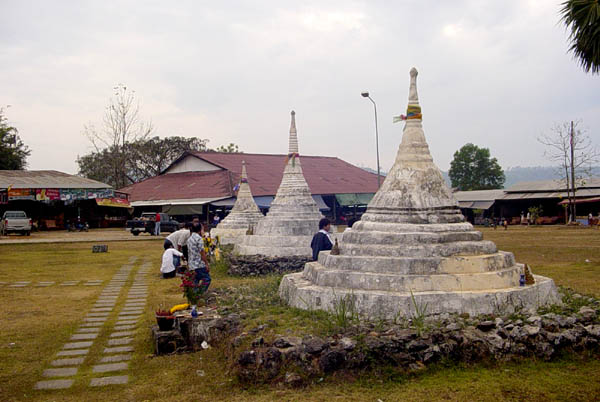
スリー・パゴダ峠

ネ・ウィンの『ビルマ社会主義への道（ビルマ式社会主義）』は東部のKNUに思わぬ福音をもたらした。1962年以前、KUNの主な収入源はデルタ地帯からもたらされる養魚場や森林プランテーションからの利益で、東部には小規模な製材所やゴム農園に対する課税、時折行う銀行・列車・バス強盗以外に収入源に乏しく、泰緬国境沿いのいくつかのKNU駐屯地にゲートを設けてはいたが、交通はほとんどなかった。1950年代、KRCの年間予算400万チャットに対して、KNU東部支部は、年間20万～30万ksしか提供していなかったのだという。
しかし、1962年以降、状況が変わった。『ビルマ社会主義への道』の下、ほぼすべての商工業資本が国有化されたことにより、著しい経済不効率、深刻なモノ不足が生じ、その穴をインド人、中国人を主とする闇商人・密輸業者が埋めた。特に泰緬国境での密貿易は盛んで、タイからミャンマーへは消費財、繊維製品、機械類、医薬品、ミャンマーからタイへはチーク材、鉱物、ヒスイ、宝石、アヘンが流れていった。当時、ミャンマーで入手できる消費財の80%がタイからの密輸品で、政府としても即座にモノ不足を解消する手立てがないために件の密貿易を黙認するしかなかった。KUNも国境ゲートを増設し、貿易品の価格に3～5％の通行税をかけて莫大な利益を上げ、特にNMSPと共同管理のスリー・パゴダ峠は映画館、寺院、教会、モスクまでを備え、カレン族、モン族、ムスリム、タイ人が集う交易地として栄えた。1970年代後半には、KNUが扱う貿易額は年間1億ドル、ミャンマー政府の公式貿易額の3分の1に達したという推計もある。またKNUはタイ人ビジネスマンと共同で製材所や錫・アンチモン鉱山を経営し、これらからも利益を上げた。タイ政府も、タイ共産党（CPT）とCPBとの関係を断つために、泰緬国境地帯の少数民族武装勢力を国境警備隊代わりに利用することを考えて密貿易を黙認した。KNUやNMSPはバンコクに事務所を設立し、彼らの部隊はタイ王国軍と協力してパトロール、情報収集、通信活動を行った。またKNU、NMSPはタイ王国軍から兵器を購入したほか、当時内戦中だったラオス、カンボジアの国境に馳せ参じて戦場から直接兵器を購入し、タイ領土を横断して泰緬国境まで輸送した。
この経済力を背景にして台頭したのが、当時東部管区の司令官だったボー・ミャだった。セブンスデー・アドベンチスト派のキリスト教徒だったボー・ミャは、武闘派として知られ、「共産主義は悪魔の道具」と言って憚らない強烈な反共思想の持ち主だった。1966年、ボー・ミャは「KNUPと手を切って西側諸国の支援を得る」というハンター・タムウェの悲願を実行して、マン・バザンらKNUP将校と幹部を領土から追放し、東部全域を支配下に置いた。しかし翌1967年、KNUP内の派閥争いが原因で、マン・バザンと他の4人のKNUP幹部がボー・ミャに再合流し、1968年9月、カレン民族統一戦線（Karen National United Front: KNUF）を結成、マン・バザンが議長、ボー・ミャがKNLA最高司令官を就任した。KNUFはソー・バウジーのカレン革命原則に立ち返ることにした。またマン・バザンらKNUPのメンバーは、毛沢東主義者用語の「民族民主主義」をKNUFに持ちこんだ。やがてこれは、スイスの準州に住むフランス人やイタリア人、または中国の自治区に住むラフ族やカチン族が享受しているのと同程度の独自の政治的・経済的・文化的権利を少数民族に認める「連邦」議会制政治と解されるようになり、ミャンマーのほぼすべての少数民族武装勢力が採用する原則となった。
さらに統治機構としてカレン民族解放評議会（Karen National Liberation Council: KNLC）を設立し、正規軍をカレン民族解放軍（KNLA）の名の下に一元化した。1970年にはKNUの名称を再利用する決定がなされ、1968年～1970年の改革により行政区も現在の7つに再編され、外務局、国防局、森林局などの部局もこの頃に設けられた。1974年の第9回KNU大会では、KNUPを前衛党とする綱領が削除され、その後KNUPは大会を開いて正式に解散し、KNUに合流した
一方、デルタ地帯では、マン・バザン離脱後の1968年からは、コートゥーがKNUPの軍事部門・コートレイ人民解放軍（Kawthoolei People’s Liberation Army: KPLA）を率いていた。KPLAはKNUPやCPBが支配するデルタ地帯を縦横無尽に移動し、強大な勢力を誇っていたが、1968年元旦に始まるミャンマー軍第88歩兵師団による四断作戦（フォー・カッツ）を前にして壊滅的な被害を受けた。1972年にデルタ地帯のKNUP/KPLAはバコー・ヨマ地域に逃れたものの、バゴー・ヨマも国軍の掃討作戦を受け、1975年4月には最後に撤退したグループがボー・ミャらの東部に合流した。

#### 民族統一解放戦線（NULF）と民族民主戦線（NDF）
ボー・ミャもまた、内戦に勝利するためには他の武装勢力との同盟は不可欠と考えており、さまざまな同盟の構築を模索した。
まずボー・ミャ体制下のKNUが連携したのは、1962年のクーデターによって失脚した元首相・ウー・ヌのて議会制民主主義党（PDP）だった。KNUにとってウー・ヌはかつての宿敵であったが、両者はネ・ウィン政権を前にして手を取り合い、1947年憲法では除外された連邦共和国構想の実現に向けて協力した。そして1970年5月25日、バンコクでPDP代表ウー・ヌ 、KNU代表マン・バザン、NMSP代表ナイ・シュエチンの三者により民族統一解放戦線（National United Liberation Front: NULF）の結成が発表された。KNUにとってこれは念願の国際社会からの注目であった。しかし、KNLAの司令官たちのビルマ族に対する不信感は根強く、総じて彼らは自分たちの領土に入れるのに消極的で、一方、ウー・ヌも、KNUの幹部が連邦共和国構想の中でカレン州の分離独立権を主張すると、「各州の分離独立権を認めると、外国の内政干渉を許し、連邦崩壊を招く」と反対し、両者の対立が激化、1972年4月にウー・ヌがPDPを離脱し、事実上PDPは瓦解した。その後、軍事的敗北が続いたのち、1974年の第9回KNU大会で、KNUはNULFからの離脱を正式に宣言した。
NULFの失敗により、次にKNUはビルマ族を除外した同盟の構築を模索した。折しもミャンマーでは憲法改正の準備が進んでおり、1973年には憲法改正の是非を問う国民投票が実施され、翌1974年には新憲法が制定されて曲がりなりにも民政移管が実現していた。また1968年、シャン州北東部に「解放区」を築いたCPBが、少数民族武装勢力内で分裂引き起こし、各組織の政治・経済利権を脅かしていた。このような状況の中で、KNU以下各少数民族武装勢力は体制の建て直しを迫られていた。まず1973年5月、KNUの拠点・コウムラで、KNU、KNPP、シャン州進歩党（SSPP）、カヤン新領土党（KNLP）、KNPPによる革命民族同盟（Revolutionary Nationalities Alliance：RNA）が結成された。このRNAは、1975年5月、KNU、KNPP、SSPP、NMSP、アラカン解放党（ALP）による連邦民族民主戦線（Federal National Democratic Front: FNDF）にすぐに取って代わられ、そしてFNDFは翌1976年5月10日、加盟組織を拡大して民族民主戦線（NDF）に再編され、ボー・ミャがNDF議長に就任し、マナプロウに本部が置かれた。RNA、FNDFではKNU以外は弱小組織だったが、強大なKIOの加入は大きく、これで組織の実態が伴った。

### 1976 - 1988

#### ボー・ミャ体制
KNUに合流したものの、マン・バザンの存在は西側諸国からの支援を受けるために邪魔であり、1976年8月10日までマナプロウのボー・ミャ邸でボー・ミャとマン・バザンとの間で激しい論争がか交わされた挙げ句、マン・バザンはKNU議長辞任を余儀なくされ、代わりにボー・ミャがKNU議長に就任した。ボー・ミャはKNLA最高司令官の地位に加え、さらに外務大臣と国防大臣も兼務することとなり、ここにボー・ミャの絶対体制が確立した。KNUは実に1974年から1991年まで大会を開くことがなく、政治上の決定は33人の委員からなる中央委員会か、ボー・ミャの側近5人からなる常任委員会によってすべて下された。反面、ボー・ミャは領土、言語、宗教、政治によって分断されていたカレン族の武装勢力をまとめ上げ、KNUの組織構成は他の武装勢力のモデルとなるほど洗練され、KNUの「解放区」では、水準の高い医療・教育などの行政サービスが提供され、それなりに繁栄していた。KNUの幹部たちはメーソートなどタイ側に自宅を構え、普段はそこで裕福な暮らしをしていた。

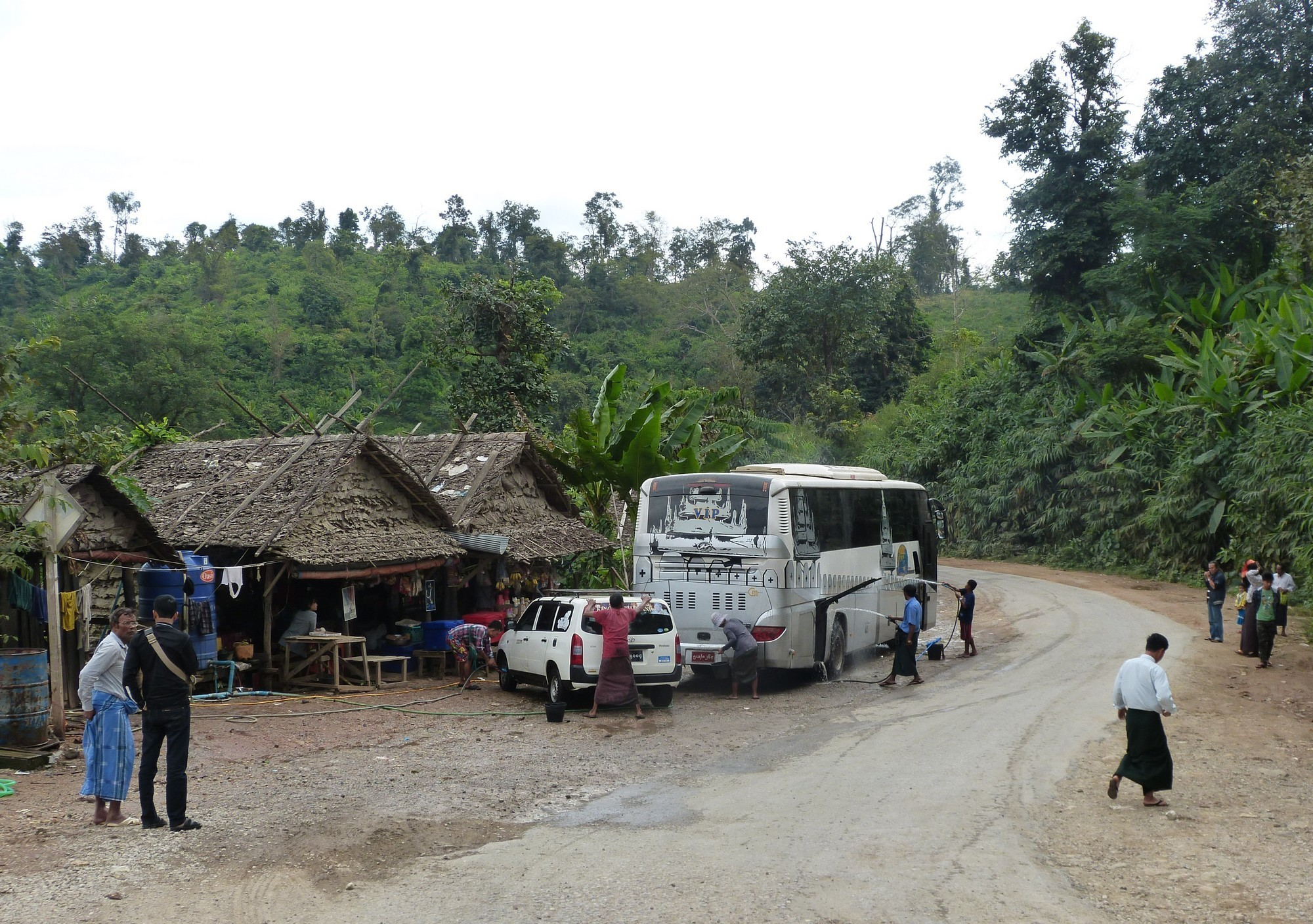
ドーナ山脈からミャワディまでの道路

デルタ地帯と違って、東部は自然の要塞だった。KNU領土内にはドーナ山脈が国境に対しでほぼ平行に走っており、その地形は急峻で、マラリア発生地帯でもあった。 雨季には大量の降雨に見舞われて道路は寸断され、畢竟、国軍の攻撃は乾季のみに限定されていた。逆にジャングルは寒暖の差も緩やかで過ごしやすく、 水の確保が容易で、食用となる動植物も豊富、ゲリラ戦術を取るのには最適だった。このような環境下、KNUは反乱軍でありながら、一面、安逸を貪っていたとも言えた。
1981年、死の直前にマン・バザンは以下のように語っていた。

#### 衰退
KNUは国境貿易で利益を上げることに専心してそれで満足し、財政的にもっとも豊かな時期だったのにも関わらず、この時期、領土を拡大できなかった。1970年代半ばに失ったデルタ地帯の領土の奪還は何度か試みられたが、その度に失敗した。逆に1984年1月から国軍は、KNU・NDF領土に対して大規模な四断作戦を開始した。ビルマ族も住むデルタ地帯における四断作戦と違って、カレン族、カレンニー族、モン族に対するそれは人種的憎悪を伴って苛烈を極め、処刑、拷問、強姦その他多くの人権侵害が生じたとされる。従来、KNU/KNLAはゲリラ戦術を得意としていたが、事ここに至れり、KNU/KNLAは貿易拠点かつ戦略拠点である国境ゲートに陣地を築いて守勢に回らざるをえず、四断作戦の格好の標的となった。1988年までの5年間に及び執拗な国軍の四断作戦により、ドーナ山脈の70マイルにわたる国境地帯は壊滅状態となり、村を破壊された数千人の村人が西の平野部にある新しい「戦略村」に移住し、2万人を超えるカレン族難民がタイへ逃れた。またメタワなどいくつかの国境ゲートを失ったKNUの密貿易による収入は60％にまで激減し、国境ゲートの新設、木材伐採の増加、財務の集中化などによってなんとか凌ぐ有り様だった。
またNDFの活動も停滞していた。1985年、NDFはCPBと歴史的な同盟を結んだ。しかし強烈な反共主義者のボー・ミャはこれに猛反発し、NDFの議長を辞任した。1986年にはCPB、KIA、SSA、 パラウン州解放軍（PSLA）によるNDF合同軍が、シャン州北部のーシンワン（Hsi-Hsinwan）山の山頂にある国軍前哨基地を攻撃したが、手痛い敗北を喫した。8888民主化運動の真っ只中の1988年6月には、かねてより領土問題を抱えていたKNUとNMSPとの間で衝突が発生。その後のNDFの仲介で停戦合意の席が設けられたが、その前夜の7月23日、スリーパゴダ峠で両者の間で激しい戦闘が発生した。戦闘は27日間続き、双方に多大な犠牲者が出たほか、多数の家屋が焼失した。NDFが再び介入し、スリーパゴダ峠から得られる税収を両者で分割することで停戦合意が結ばれたが、NDFの結束に大きなひびが入った。

### 1988 - 2004

#### 民主カレン仏教徒軍（DKBA）の離脱、マナプロウ陥落
1988年、8888民主化運動によりネ・ウィン政権が崩壊した。この混乱により、国軍兵士数千人がKNUの「解放区」から撤退し、同年10月にKNLAはメタワの拠点を奪還した。
しかし、より重要なのは国軍の弾圧から逃れてきた学生ら若者たちの合流だった。NDFは、早くも同年8月に、学生と連携し支援ゲリラを送り込む用意があると表明したが、9月18日、国軍が軍事クーデターを起こし国家秩序回復評議会（SLORC）が設立されると、これに反発した約5,000人の若者たちがKNUの「解放区」に逃れてきた。同年11月5日、コウムラで全ビルマ学生民主戦線（ABSDF）が結成され、同年11月14日には、マナプロウのKNU-NDF本部でビルマ民主同盟（DAB）の結成大会が開催され、CPBも招待された。大会では新しく結成されたABSDFなどが加入することが決定され、議長にはボー・ミャが就任した。ここに少数民族武装勢力と民主派勢力の同盟が築かれ、SLORCに対する反撃体制が整ったかのように見えた。
しかし、先手を打ったのはSLORCだった。1989年3月、コーカン族やワ族の末端兵士の反乱によってCPBが崩壊すると、SLORCはすぐさま残存勢力と停戦合意を結び、これによってSLORCは泰緬国境のKNU、KNPP、NMSPに集中する環境を整えることができた。またCPTの脅威を排除したタイが、これまで国境警備隊代わりにに利用していたKNU、KNPP、NMSPを、むしろ両国に跨る広域経済圏形成の障害と見なすようになり、彼らに対して非協力的になった。当時のタイ首相・チャートチャーイ・チュンハワンは「戦場を市場に変える」と喝破し、「建設的関与」の名目の下、アンダマン海で発見されたヤダナ・ガス田とイェタグン・ガス田とタイを結ぶパイプラインの建設を計画していたのだが、このパイプラインはKNU・NMSPの領土を通る予定であった。
そして1989年以降、国軍はKNU領土に激しい攻撃を加え、次々と重要な拠点を攻略していった。NDF、DABに加盟する他の少数民族武装勢力も苦境に立たされ、1989年にSSAが政府と停戦合意を結んだのを皮切りに、続々と加盟組織が停戦合意を結び、NDF、DABは事実上崩壊した。1992年1月には、国軍は2万人以上の兵力を投入し、マナプロウのKNU-DAB-NDF本部に突撃、この戦闘により、1,000人以上の死者と2,000人以上の負傷者が出た。ただ戦略的要所であるティパウィチョ（眠る犬）山の高地が制圧されたものの、同年4月、SLORCが一方的に停戦を発表し、マナプロウはなんとか持ち堪えた。
キンニュンの自伝によると、KNUも1993年頃から水面下でSLORCとの和平交渉を進めており、1994年1月には正式に和平交渉に応じる旨を表明した。しかし同年12月11日、マナプロウ守備隊からKNLA仏教徒のジョーサン曹長以下400人が離脱、同年同月21日、サルウィン川のほとりに位置するミャインジーグーで民主カレン仏教徒機構（Democratic Karen Buddhist Organisation: DKBO）を結成した。そして1995年1月1日には、ウ・トゥザナらが民主カレン仏教徒軍（Democratic Karen Buddhist Army: DKBA）を結成。離反の原因は、KNLA下士官の多くが仏教徒ポーカレンであるところ、KNU上層部がキリスト教徒スゴーカレンによって占められていたことに対して不満を抱いていたことだった。そしてDKABの手引により、国軍は1995年1月26日にマナプロウを、同年2月21日にはコウムラを攻略した。マナプロウの陥落はKNUの凋落を強く印象づけるものだった。

#### 和平交渉とボー・ミャ体制の終焉
追い詰められたKNUは1996年頃から和平交渉を再開したが、KNUがミャンマーのの政治的・人道的危機の包括的な解決の必要性を主張したために、交渉は決裂。1997年2月、国軍は約3万5000人の軍勢でその10分の1の兵力しかないKNUに攻撃を加え、ドゥプラヤ管区とメルギー - タヴォイ管区を壊滅させた 。またボー・ミャの強権支配にも綻びが出始め、1997年にはカレン和平軍（Karen Peace Force: KPF）、タンダウン特別公共軍（Than Daung Special Public Army：TDSPA）、タンダウン北方グループ（Northern Than Daung Special Region:NTDSR）、神の軍隊、そしてマハ・バザンの息子・マン・ロバート・ハザン（Mahn Robert Ba Zan）率いるカレン連帯機構（Karen  Solidarity Organization：KSO）がKNUを離脱し、1998年にはパドー・アウンサンのグループが離脱した。
2000年の第12回KNU大会の議長選挙では、1票差でソー・バティンセイン（Saw Ba Thin Sein）がボー・ミャを破って新議長に就任し、ボー・ミャは副議長に降格した。KNUは2003年2月頃から政府との和平交渉を再々開し、2003年12月12日、ボー・ミャは軍事政権との戦闘を停止する「紳士協定」を発表、2004年2月、ボー・ミャ率いるKNU代表団がヤンゴンを訪問し、SPDCの交渉役・キンニュン首相と会談した。しかし同年10月19日、停戦合意を正式なものにするためにKNU代表団がヤンゴンに向かっている途中でキンニュンが更迭され、停戦合意は白紙撤回された。同年12月の第13回KNU大会でボー・ミャは引退を表明し、2006年12月24日、メーソートで死去した。

### 2005 - 2020

#### 全国停戦合意
ボー・ミャの死の直後の2007年1月30日、第7旅団長ティマウン准将が単独で政府と和平交渉を行い、KNUを追放され、部下80人を引き連れてトココー村でカレン民族同盟/カレン民族解放軍平和評議会（KPC）を結成した。翌2008年2月14日には、メーソートでKNU書記長のマンシャが暗殺される事件が起きた。後者の事件はタイの拠点ですらKNU幹部の安全が確保できないことを意味し、この2つの事件はKNUのさらなる弱体化を印象づけた。
和平交渉のほうは、2007年にソー・バティンセインが死去し、翌2008年の第14回KNU大会で強硬派のタムラボウが議長に就任したことで停滞していたが、2011年に民政移管が実現し、テインセイン政権が成立すると、再び活発化した。同年10月8日、メーソートでKNUとミャンマー政府との和平交渉が再開され、2012年1月12日、1949年にインセインで反乱の狼煙を上げて以来、実に60年以上の時を経て、歴史的な停戦合意が結ばれた。
しかし、この直後からKNU内部の対立が露わになる。同年9月23日、停戦合意に応じて、ムートゥーセーポー、デイビッド・トー、ソー・ロジャー・キンらは連絡事務所を開設したが、KNU執行委員会は「許可を与えていない」とこれを認めず、両派は対立。和平推進派の第1・3・4・6・7旅団はムートゥーセーポーらを支持し、和平慎重派の第2・5旅団は執行委員会を支持した。同年に開催された第15回KNU大会では、開催地をめぐって再び両派が対立し、執行委員会はパプンでの、ムートゥーセーポーは第7旅団管区での開催を希望したが、結局、第7旅団管区のレイワで開催された。議長選挙ではムートゥーセーポーが新議長に、和平慎重派のジポラーセインが副議長に選出され、また同大会ではカレン武装勢力の統一が謳われて「再合同委員会」を設置、2013年5月28日には、KNLA、KPC、DKBA、BGFなどのカレン系武装勢力が参加するカレン武装勢力委員会（Karen Armed Force United Committee: KAFUC）が設立された。
これらの動きはカレン勢力の結集を目論んだものだったが、2013年9月2日、ムートゥーセーポーが、全国停戦合意（Nationwide Ceasefire Agreement: NCA）に臨むビルマ統一民族連邦評議会（UNFC）の会議中に退席するという事態が発生。これはUNFCが政府との和平に慎重な姿勢を見せていたことが理由だが、この後も慎重派のジポラーセインはUNFCの会合に出席し続けたので、KNU内部の足並みが揃ってないことが露呈する形となった。2014年10月には、コートレイ武装隊（KAF）名義でKNLA、KNDO、DKBA、KPCが再合同するという声明が発表されたが、KNUは、これはジョーヘンKNLA副司令官とネダミャKNDO司令官の個人名義で出された声明であるとして、関与を否定した。
このように内部に火種を抱えたまま、2015年10月15日、KNUはDKBAおよびKPCとともに全国停戦合意に調印した。調印した武装勢力の中では、KNUは、シャン州軍（南）と並び、随一実力のある武装組織だった。しかし、和平慎重派のジポラーセイン副議長が調印式を欠席したり、調印前にカレン族の市民社会団体が連名で拙速な和平を批判する声明を出すなど最後まで足並みが乱れたままだった。

#### その後
全国停戦合意後も紛争の火種は絶えず、2016年9月、タニンダーリ地方域で、両者ともNCA締結組織のKNLAとNMSPが再び衝突。その後も小競り合いが続き、2年後の2018年3月14日になってようやく、停戦が成立した。2020年2月には、第5旅団管区のムトロー地区においてKNLAがと国軍との間で激しい戦闘が勃発した。

### 2021年以降
2021年ミャンマークーデター後、国内に不安が広がる中、KNUとミャンマー軍の間の緊張が高まった。クーデター直後の2021年2月14日、KNUは市民的不服従運動（CDM）参加者を支援するという声明を出した。3月27日、第5旅団がタイ国境近くのミャンマー軍基地を制圧し、副大隊長を含む兵士10名が死亡した。ミャンマー軍は報復としてカレン族の集落を複数回空爆した。一連の衝突を受けてNCAへの批判が高まったが、同年5月10日、ムートゥーセーポー議長はNCAの枠組みに留まり、軍事政権との交渉を継続すると表明した。KNUはこれを議長個人の声明であり、KNUを代表するものではないとした。
同年10月、KNUはNCA6周年式典を欠席し、クーデターがNCAを無効化させたとして軍事政権を非難した。同年11月、国民統一諮問評議会（NUCC）のオンライン記者会見においてKNUの加盟が明らかになった。同年11月25日、軍事政権メディアのミャワディテレビは、第1・2・3・5・6旅団が民主派に対して軍事訓練を施しているとしてKNUを公式に名指しした。同年12月14日、民主派活動家を匿っているとしてミャンマー軍は第6旅団管区のレーケーコー村を襲撃し、30人以上を逮捕した。その後、KNLAとPDFの合同部隊が見られるなど、KNUと民主派の連携が明らかになった。第6旅団はクーデター直後、PDF要員を受け入れるための臨時措置として第27大隊を新設したとされる。しかしながら、KNUにおいて訓練を受けたPDF要員の中からはKNLAに強制的に入隊させられたという声も上がっている。和平推進派であったムートゥーセーポーも、レーケーコーでの戦闘後の同年12月31日には、軍事政権が和平構築の努力を無に帰したとして非難する声明を行った。
2022年1月、KNUは村落防衛を目的とする民兵組織カレン民族防衛機構（KNDO）の司令官ネダミャに対し、25人を超法規的に処刑した疑いで捜査を開始した。ネダミャは捜査への協力を拒否し、同年7月16日、分派集団であるコートレイ軍を結成した。これ以降、KNLA第6旅団の監督下にあった国民防衛隊のヴェノム・コマンドーとライオン大隊はコートレイ軍に移っている
。
同年8月3日、KNUはDKBAと連携してコートレイ武装隊を結成することに合意した。東京新聞報道によると、KNLAの一部とDKBAの兵士の間では同じワッペンを着用するなど連携の動きが現れているという。
2023年2月、68のカレン系市民組織はロジャー・キンなどのKNU幹部が違法カジノや詐欺行為に加担しているとして、中央執行委員会の総辞職を要求した。同年4月下旬にはロジャー・キンや元第7旅団長ポードーなどKNUの一部の幹部が違法な事業に関与していると第5旅団が訴えた内部文書がリークされた。また、同年3月にはミャンマー軍の傘下にあり、シュエコッコなどの詐欺団地に関与している国境警備隊と会談したとして、ムートゥーセーポー議長がカレン族のコミュニティから非難された。
2023年4月、COVID-19や戦闘の影響で2020年初頭から延期されていた第17回KNU大会が開催された。しかしながら、KNU幹部の汚職疑惑をめぐって第2旅団と第5旅団は大会をボイコットした。大会ではムートゥーセーポーに代わり、クウェートゥーウィンが新たに議長に選出された。
同年8月10日、クウェートゥーウィン議長は、軍事政権がNCA第1章に違反していることを理由としてNCAはもはや存在しないと発言した。
2024年4月5日、ミャワディに駐留するミャンマー軍兵士600人がKNUに降伏し、メーソットへと撤退した。同月10日にはKNLAとPDFの合同部隊が第275軽歩兵大隊の基地を占領した。同月12日、KNUはミャワディの占領を宣言した。KNUはKNA、KPC、DKBAにミャワディの支配権を譲り渡した。これを受けて、ミャンマー軍はアウンゼーヤ作戦を発動し、第55軽歩兵師団がミャワディの奪還へと向かった。KNLAはコーカレイから撤退し、同月24日にはカレン系武装組織はミャワディから完全に撤退した。
2024年12月17日、KNUは1995年に失陥したかつての本部であるマナプロウを同月16日夜に奪還したと主張した。2025年7月現在、KNUは泰緬国境の3分の1、カレン州の3分の2を支配下に収めている。

## 組織構造

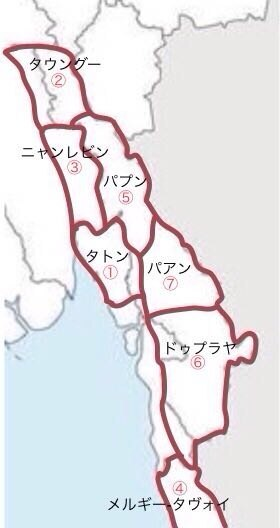
KNUの支配地域。政府の行政区分とは一致せず、カレン州のほか、タニンダーリ地方域全域、モン州の大部分、バゴー地方域東部が含まれる。

現在の組織構造は1974年の第9回KNU大会の際に形成されたものである。行政組織はKNU憲法により規定されており、憲法は4年に1度見直される。KNUの最高議決機関は4年に1度開催されるKNU大会であり、7つの管区から代表が選出される。また、管区と郡区の大会は2年に1度開催される。KNUは書面上は中央集権的な構造となっているが、実際は7つの管区の連合体である。管区にはそれに対応するKNLAの旅団があり（右図の数字が旅団の番号）、統治と財政管理に関してはかなりの裁量が各旅団に与えられている。
KNUには以下の14の部局が存在している。
- 外務局
- 国防局
- 森林局
- 農業局
- 畜産漁業局
- 教育局
- 法務局
- 財務局
- 鉱山局
- 運輸局
- 保健福祉局
- 内務宗教局
- 組織情報局
- 同盟局

## 収入源
かつては泰緬国境の密貿易で巨額の利益を得ていたが、領土が減少するにつれ密貿易から得られる利益も減少した。1980年代末以降は森林伐採が主な収入源となったが、環境破壊が問題視されるようになり、2009年以降、商業目的の伐採は公式に禁止された。

### 課税
一般にKNU本部の徴税能力は低く、複数の武装勢力が混在する地域では、住民は複数の組織に同じ税率の納税をしなければならず、大きな負担となっている。
- 農業税
- タイからの輸入品に対する物品税
- 大規模な資源採取に対する課税：KNU領土内には金、鉛、錫、タングステン、アンチモンなどの鉱山がある。採掘は民間企業が行い、KNUは彼らから採掘権料を得る。これらの会社はKNU幹部の家族が経営していることもある。彼らは採掘した鉱物をタイや韓国の企業に売却して、巨額の利益を上げていた。カレン族は伝統的に地中を深く掘って精霊を刺激することを嫌がるので、KNU領土内で働く鉱山労働者はモン族が多かった。彼らには最低限の賃金しか支払われず、極貧生活に喘いでる[143]。
- 町で販売する森林または小規模プランテーション製品に対する課税：カルダモン、タピオカ、ドッグフルーツ、蜂蜜など。
- 狩猟用銃器に対する課税

### 国際支援
教育局や保健福祉局などのKNUの社会福祉部門は、国際機関や国際NGOからの資金提供を受けたり、共同で地域開発プログラムを実施している。これらから提供される資金はKNU財務局を経由せず、これらのパートナーまたは地域コミュニティ組織（CBO）によって運営されている。

### 在外カレン族からの寄付
金額は不明だが、在外カレン族の人々から相当額の資金提供を受けているとみられる。

### ビジネス
2015年に全国停戦合意（NCA）を締結した後、KNU関係者とその家族が、建設業、旅行業、ガソリンスタンド経営、携帯電話販売、LPGガスの供給などさまざな事業に進出しているが、その実態は不明である。

## 日本との関わり

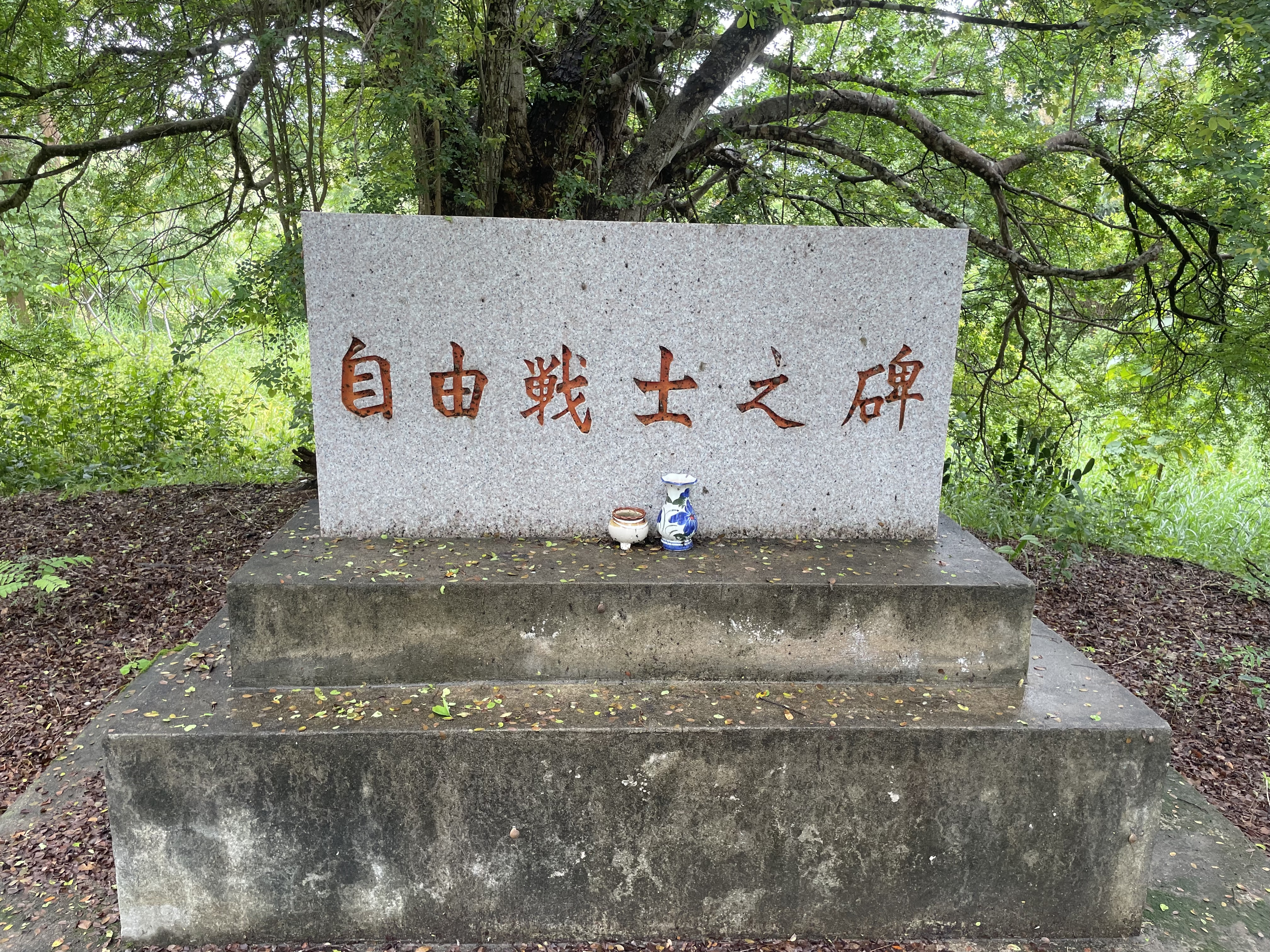
自由戦士之碑（2022年8月撮影）

KNLAには西山孝純、高部正樹といった複数人の日本人義勇兵が所属していた。2001年5月、KNLAに参加し、死亡した日本人義勇兵3人を祀る「自由戦士之碑」がタイ・ミャンマー国境に建立された。現在は『カレン民族解放軍』（パレード、2023年）の著者・沖本樹典がKNLA第5旅団に教官として参加しており、XやYoutubeで情報発信している。
KNU第6旅団管区のレーケーコー村は国内避難民や、難民、KNUの家族のためのモデル村であり、日本財団の支援により住宅が建設された。なお、レーケーコー村の復興住宅は戦闘の舞台となったことにより、廃墟と化した。
2024年5月14日、KNU議長のソー・クウェートゥーウィンが訪日し、高村正大外務大臣政務官と会談した。翌15日、KNU外務局書記ソー・ニムロドはNUGやCNF、KNPP代表団とともに日本国内で記者会見を行い、「連邦制と民主化を実現する」と強調した。同会見において代表団は日本政府に対し、ミャンマー軍に圧力をかけることを要望した。